# Anemarrhenaceae
Classification APG (1998)
Famille
Classification APG II (2003)
Classification APG III (2009)
La famille des Anémarrhénacées est une famille de plantes monocotylédones. Cette famille n'est pas acceptée par la plupart des botanistes. Elle ne comprend qu'une espèce Anemarrhena asphodeloides.
Ce sont des plantes herbacées, pérennes, à rosette, originaires du nord de la Chine et de Corée. Elles sont cultivées comme plantes ornementales.

## Étymologie
Le nom vient du genre Anemarrhena (en), dérivé du grec ανεμος / anemos, (exposé au) vent, et αρρην / arrin, masculin, littéralement « (organe) mâle exposé au vent », en référence aux étamines non protégées.

## Classification
Cette famille n'existe pas en classification classique de Cronquist (1981).
La classification phylogénétique APG (1998) accepte cette famille et la situe dans l'ordre des Asparagales.
La classification phylogénétique APG II (2003) incorpore cette famille à celle des Agavacées ou Asparagacées.
En classification phylogénétique APG III (2009) cette famille est invalide et ses genres sont incorporés dans la famille Asparagaceae, sous-famille Agavoideae.